# Manfred Rühle
Manfred Rühle (* 15. März 1938 in Stuttgart) ist ein deutscher Physiker. Bis zu seiner Emeritierung im Jahr 2005 war er Direktor des Max-Planck-Instituts für Metallforschung. Seine besonderen wissenschaftlichen Leistungen liegen in der Anwendung und Weiterentwicklung der Elektronenmikroskopie.

## Leben und Wirken
Rühle studierte Physik und Mathematik in Stuttgart und Hamburg und diplomierte 1962 an der Universität Stuttgart. 1966 wurde er promoviert. Bereits in seiner Dissertation untersuchte er strahlungsinduzierte Defekte in kubisch-flächenzentrierten Metallen und beschäftigte sich bereits mit der Transmissions-Elektronen-Mikroskopie (TEM). Nach Forschungsaufenthalten in den USA 1970/71 am Argonne National Laboratory und von 1986 bis 1989 als Professor an der University of California at Santa Barbara wurde er 1988 Direktor am Max-Planck-Institut für Metallforschung und wissenschaftliches Mitglied der Max-Planck-Gesellschaft. Kurz nach der deutschen Wiedervereinigung rief er das Max-Planck-Institut für Mikrostrukturphysik in Halle (Saale) mit ins Leben und war einer von dessen Übergangsdirektoren von 1991 bis 1993.
Seine wissenschaftliche Arbeit galt Untersuchungen zur Struktur und Zusammensetzung von inneren Grenzflächen in verschiedenen Materialsystemen. Diese flächenhaften Defekte haben großen Einfluss auf viele, auch technisch relevante Materialeigenschaften. Einzigartig an seinen Arbeiten war die Verbindung von Materialforschung und Mikrostrukturanalytik mit Elektronenmikroskopie.
Von 1994 bis 1997 war Professor Rühle Präsident der Deutschen Gesellschaft für Elektronenmikroskopie und von 2001 bis 2004 Vorsitzender der Deutschen Gesellschaft für Materialkunde. Seit 1995 ist er Mitglied der Academia Europaea.
Unter Rühle promovierten über 80 Doktoranden. Mehr als 15 seiner Mitarbeiter haben C3- und C4-Professur erhalten.

## Auszeichnungen
- 1969 Masing-Preis der Deutschen Gesellschaft für Materialkunde
- 1999 Heyn-Denkmünze der Deutschen Gesellschaft für Materialkunde
- 2002 Distinguished Life Member der American Ceramic Society
- 2007 Lee Hsun Lecture Award des Institute of Metal Research der Chinesischen Akademie der Wissenschaften[3]

## Publikationen (Auswahl)
- F. Ernst and M. Rühle (Eds.): High Resolution Imaging and Spectrometry of Materials. Springer Verlag, Berlin/Heidelberg (2003)
- G. Gutekunst, J. Mayer, V. Vitek, M. Rühle: Atomic Structure of Epitaxial Nb/Al2O3 Interfaces: I. Coherent Regions. Phil. Mag. A 75 (1997) S. 1329–1355
- G. Gutekunst, J. Mayer, V. Vitek and M. Rühle: Atomic Structure of Epitaxial Nb/Al2O3 Interfaces: II. Misfit Dislocations. Phil. Mag. A 75 (1997) S. 1357–1382
- D. Korn, G. Elssner, R.M. Cannon, and M. Rühle: Fracture Properties of Interfacially Doped Nb-Al2O3 Bicrystals: I, Fracture Characteristics. Acta Materialia 50 (2002) S. 3881–3901
- R.M. Cannon, D. Korn, G. Elssner, and M. Rühle: Fracture Properties of Interfacially Doped Nb-Al2O3 Bicrystals: II, Relation of Interfacial Bonding, Chemistry and Local Plasticity. Acta Materialia 50 (2002) S. 3903–3925